# Pepila reidi
Pepila reidi is een keversoort uit de familie bladkevers (Chrysomelidae). De wetenschappelijke naam van de soort werd in 2003 gepubliceerd door Biondi & D'Alessandro.